# Acarochelopodia delamarei
Acarochelopodia delamarei is een mijtensoort uit de familie van de Halacaridae. De wetenschappelijke naam van de soort is voor het eerst geldig gepubliceerd in 1954 door Angelier.